# Granada (Kolorado)
Granada – miasto w Stanach Zjednoczonych, w stanie Kolorado, w hrabstwie Prowers.